# Обойно, Филипп
Филипп Мари Жозеф Раймонд Обойно (фр. Philippe Marie Joseph Raymond Auboyneau; 9 ноября 1899, Стамбул — 22 февраля 1961, Париж) — офицер французских ВМС, адмирал, командовал в годы Второй мировой войны тихоокеанскими и средиземноморскими соединениями флота Сражающейся Франции.

## Биография
Родился 9 ноября 1899 года в Константинополе, столице Османской империи. Его отец работал там директором Османского банка. Поступил в 1917 году в Морскую школу, с марта по ноябрь 1918 года служил матросом на миноносце «Тайфун». Спустя 10 лет отправился служить на Дальний Восток, где командовал гидрографическим судном «Алидада» и канонерской лодкой «Дудар де Лагре» на реке Янцзы. После возвращения во Францию поступил во флотскую школу, окончил её в звании капитана корвета (капитан 3 ранга) и занял пост заместителя командира Атлантической флотилии миноносцев.
На момент начала Второй мировой войны капитан Обойно находился в Сайгоне, после начала войны неоднократно отправлялся с миссиями в Британское Адмиралтейство. В момент подписания акта о французской капитуляции Обойно, капитан фрегата (капитан 2 ранга), находился на борту дредноута «Уорспайт». Он сыграл важную роль в ведении переговоров между французским адмиралом Рене-Эмилем Годфруа и британским адмиралом Эндрю Каниннгемом, разработав план подписанного ими «Джентльменского соглашения» о регуляции положения французской эскадры в Александрии, но 20 июля 1940 перебрался в Лондон, примкнув к Свободным французским силам.
В Тихом океане командовал эсминцем «Триумфант», перевооружив его. После многочисленных миссий в Атлантике произведён в капитаны 1 ранга и назначен командующим Свободных французских военно-морских сил в Тихом океане, находясь ещё на борту «Триумфанта». На момент официального вступления Японии в войну против США находился на пути в Австралию, успев принять участие в нескольких операциях австралийского флота. Провёл эвакуацию гарнизона с островов Банаба и Науру в непосредственной близости от баз Императорского флота Японии.
В апреле 1942 года контр-адмирал Обойно вернулся в Лондон и был назначен командующим уже всех ВМС Сражающейся Франции. Будучи национальным комиссаром флота, занимался инспекцией военно-морских частей в Экваториальной Африке, Ливане, Джибути и на Мадагаскаре. После боёв в Северной Африке назначен заместителем начальника Главного штаба Военно-морского флота и генерал-майором военной и гражданской французской администрации, подчиняемой генералу Анри Жиро. Поддержал слияние Свободных военно-морских сил с флотом Северной Африки. Покинул эти посты, чтобы возглавить 3-й дивизион крейсеров, во главе которого участвовал в десантной операции в Провансе в августе 1944 года.
В 1945 году в звании вице-адмирала возглавил флотилию Дальнего Востока, которая помогала перебрасывать войска генералу Филиппу Леклерку в южный Аннам, участвовал в Тонкинской десантной операции. После окончания войны включён в Верховный совет по национальной обороне и в совет ВМФ, назначен генеральным инспектором военно-морских сил и морской авиации. С 1952 по 1955 годы руководил дальневосточными военно-морскими силами в Индокитае, с 1955 по 1960 — командующий ВМС Алжира. 13 мая 1958 поддержал возвращение Шарля де Голля. В 1960 году поступил на службу в Государственный совет как советник по чрезвычайным службам. Состоял в совете ордена Почётного легиона.
Умер 22 февраля 1961 в Париже. Отпевание состоялось в церкви при Доме инвалидов, на отпевании присутствовал Шарль де Голль. Похоронен в Марли-де-Руа, департамент Ивелин.